# Bodegó amb senalla de cireres, roses, assutzenes, lliris, espàrrecs i mongetes
Bodegó amb senalla de cireres, roses, assutzenes, lliris, espàrrecs i mongetes és una pintura atribuïda al pintor Juan Sánchez Cotán, declarada Bé Cultural d'Interès Nacional el juny de 2013. Es tracta d'una pintura a l'oli sobre tela, amb unes mides de 89,8 × 109 cm, que està datada cap al segle XVI-XVII. La pintura és una mostra única i representativa de l'art del bodegó a la península.
Pel que fa a l'autoria de l'obra, durant molts anys va ser considerada una obra de Francisco de Zurbarán, però en l'actualitat té més pes la seva atribució al pintor Juan Sánchez Cotán. En cas de ser Sánchez Cotán l'autor, aquest seria un dels nou bodegons que va pintar al llarg de la seva vida, el setè que s'ha pogut identificar i l'únic que inclou elements florals. És una pintura d'indiscutible qualitat artística i presenta un molt bon estat de conservació. Es considera important garantir que l'obra estigui a l'abast d'historiadors de l'art i investigadors especialitzats pel seu valor en l'estudi de la pintura de bodegons de la primera meitat del segle xvii a Castella i a Andalusia.